# Петро, Діонісій, Андрій, Павло, Христина
Святі мученики Петро, Діонісій, Андрій, Павло, Христина - вшановуються як мученики православної та католицької Церков. Вони були вбиті в 3-му столітті при імператорі Декії (249 - 251). Першим з них постраждав юнак Петро в місті Лампсака 
(Геллеспонт) (в сучасна Туреччина).

## Мучеництво
Вони безстрашно визнавали свою віру в Христа. Благочестивого юнака Петра примушували відректися від Господа і поклонитися ідолу богині Венери, але мученик відмовився виконати наказ, заявивши привселюдно, що християнин не буде кланятися ідолу блудної жінки. Святий Петро був підданий жорстоким катуванням, але доблесно зазнав муки, завдяки Господу Ісусу Христу, що подає йому Свою всесильну допомогу, і був усічений мечем. Водночас були віддані суду Діонісій, Нікомах і два воїни, наведені з Месопотамії, а також Андрій і Павло. Всі вони сповідали свою віру в Христа і відмовилися принести жертву ідолам, за що були віддані катуванням. 
До великої скорботи всіх християн Нікомах не встояв і відрікся від Господа Ісуса Христа, пішов у капище і приніс жертву. Негайно ж він піддався жахливого біснування і помер у страшних муках. Зречення Никомаха чула в натовпі 16-річна дівчина Христина, яка вигукнула: "Окаянний і гине людина!". Ці слова почув 
правитель. Він наказав схопити святу діву і, дізнавшись від неї, що й вона християнка, віддав її на осквернення блудника. У будинок, куди привели діву святу, з'явився Ангел. Злякані його грізним виглядом юнака зі сльозами стали просити вибачення у святої діви і благали помолитися за них, щоб не спіткало їх покарання Господнє. 
На наступний ранок перед правителем знову постали святі Діонісій, Андрій та Павло. За сповідання віри в Христа вони були віддані натовпі язичників на 
розтерзання. Святих прив'язали за ноги, спричинили їх до місця страти і там побили камінням. Під час страти прибігла свята Христина, щоб померти разом з мучениками, але, за наказом правителя, вона була усічена мечем.
Поминання: католики - 15 травня, православні - 18 травня.